# Lưu Lôi
Lưu Lôi (tiếng Trung: 刘雷; sinh tháng 2 năm 1957) là Thượng tướng Quân Giải phóng Nhân dân Trung Quốc (PLA) đã nghỉ hưu. Ông là Ủy viên Ủy ban Trung ương Đảng Cộng sản Trung Quốc khóa XIX, nguyên là Chính ủy Lục quân Quân Giải phóng Nhân dân Trung Quốc. Trước đó, ông giữ chức Chính ủy Quân khu Lan Châu và Chính ủy Quân khu Tân Cương trực thuộc Quân khu Lan Châu.

## Tiểu sử
Lưu Lôi sinh tháng 2 năm 1957 tại thành phố Liêu Thành, tỉnh Sơn Đông. Ông gia nhập Quân Giải phóng Nhân dân Trung Quốc (PLA) năm 1973 ở tuổi 16, là chiến sĩ Trung đoàn 189, Sư đoàn 63, Tập đoàn quân 21 Lục quân, Quân khu Lan Châu. Trong những năm 1990, ông theo học ba năm chuyên ngành chỉ huy chiến dịch liên hợp tại Đại học Quốc phòng Trung Quốc. Ông cũng tốt nghiệp chuyên ngành kỹ thuật và khoa học quản lý tại Viện Khoa học Trung Quốc và được trao học vị Tiến sĩ quản lý.
Lưu Lôi phục vụ ở Quân khu Lan Châu hơn 40 năm, trong đó có nhiều năm giữ chức tại Tập đoàn quân 21 Lục quân. Tháng 12 năm 1994, Lưu Lôi giữ chức Phó trưởng Ban cán bộ, Cục Chính trị Quân khu Lan Châu. Năm 1999, ông được điều chuyển làm Chính ủy Sư đoàn bộ binh 11, Quân khu Tân Cương. Tháng 6 năm 2003, ông được bổ nhiệm giữ chức Chủ nhiệm Cục Chính trị Quân khu Nam Cương trực thuộc Quân khu Tân Cương.
Tháng 1 năm 2007, Lưu Lôi được bổ nhiệm làm Chính ủy Tập đoàn quân 21, Quân khu Lan Châu. Năm 2008, Lưu Lôi được bầu làm Đại biểu Nhân đại toàn quốc (Quốc hội Trung Quốc) khóa 11. Năm 2013, ông được bầu tái đắc cử Đại biểu Quốc hội Trung Quốc khóa 12, nhiệm kỳ 2013 đến năm 2018.
Tháng 7 năm 2013, ông được thăng chức Chính ủy Quân khu Tân Cương trực thuộc Quân khu Lan Châu. Ngày 3 tháng 11 năm 2013, Đảng Cộng sản Trung Quốc đã quyết định cách chức Ủy viên Thường vụ Khu ủy Khu tự trị Uyghur Tân Cương đối với Bành Dũng, Trung tướng, Tư lệnh Quân khu Tân Cương. Thay thế vị trí của Bành Dũng là Thiếu tướng Lưu Lôi, Chính ủy quân khu Tân Cương. Quyết định cách chức ông Bành có liên quan đến vụ tấn công hôm 28 tháng 10 năm 2013, của 3 người Uyghur từ Tân Cương đã lái chiếc xe jeep với 400 lít xăng lao vào tường rào Tử Cấm Thành ở Thiên An Môn, khiến 5 người chết và 40 người bị thương.
Tháng 12 năm 2014, Lưu Lôi được bổ nhiệm giữ chức Chính ủy Quân khu Lan Châu, thay cho Trung tướng Miêu Hoa, người được thăng chức Chính ủy Hải quân Quân Giải phóng Nhân dân Trung Quốc (PLAN). Thiếu tướng Lý Vĩ, Chính ủy Tập đoàn quân 21 Lục quân đã kế nhiệm Lưu Lôi làm Chính ủy Quân khu Tân Cương.
Ngày 31 tháng 12 năm 2015, tại Đại lầu Bát Nhất, Bắc Kinh, Chủ tịch Quân ủy Trung ương Tập Cận Bình đã tuyên bố thành lập 3 quân chủng mới, là Quân chủng Lục quân, Quân chủng Tên lửa, Quân chủng Chi viện chiến lược. Lưu Lôi được bổ nhiệm giữ chức Chính ủy Lục quân Quân Giải phóng Nhân dân Trung Quốc.
Ngày 28 tháng 7 năm 2017, Lưu Lôi được phong quân hàm Thượng tướng (shang jiang), hàm cao nhất trong Quân Giải phóng Nhân dân Trung Quốc (PLA). Ngày 24 tháng 10 năm 2017, tại Đại hội Đảng Cộng sản Trung Quốc lần thứ XIX, ông được bầu làm Ủy viên Ban Chấp hành Trung ương Đảng Cộng sản Trung Quốc khóa XIX.

## Lịch sử thụ phong quân hàm
| Quân hàm |          |           |        |             |             | Thượng tướng |  |  |  |  |  |
| Cấp bậc  | Trung tá | Thượng tá | Đại tá | Thiếu tướng | Trung tướng | Thượng tướng |  |  |  |  |  |
|          |          |           |        |             |             |              |  |  |  |  |  |